# RIIZING LOUD
《2025 RIIZE CONCERT TOUR [RIIZING LOUD]》는 대한민국의 보이 그룹 RIIZE의 첫번째 콘서트 투어이다.

## 개요
2025년 5월 1일, SM 엔터테인먼트는 정규 1집 〈ODYSSEY〉 발표 공식화에 이어 공식 SNS와 Weverse를 통해 RIIZE의 첫번째 아시아 투어의 14개 도시와 총 23회에 걸친 국내외 상세 일정을 발표하였고, 뒤이어 16일에는 초상 포스터 공개와 함께 서울 공연의 예매 일정이 공개되었으며, 티켓 예매는 5월 21일, 팬클럽 선예매가, 22일에는 일반 예매가 멜론티켓을 통해 진행되었다.

## 투어 일정
| 날짜             | 도시         | 국가       | 장소                           | 관객 동원     |
| 아시아           | 아시아       | 아시아     | 아시아                         | 아시아        |
| ---------------- | ------------ | ---------- | ------------------------------ | ------------- |
| 2025년 7월 4일   | 서울         | 대한민국   | 올림픽체조경기장               | 통산 31,000명 |
| 2025년 7월 5일   | 서울         | 대한민국   | 올림픽체조경기장               | 통산 31,000명 |
| 2025년 7월 6일   | 서울         | 대한민국   | 올림픽체조경기장               | 통산 31,000명 |
| 2025년 7월 12일  | 고베시       | 일본       | GLION 아레나 고베              | 통산 20,000명 |
| 2025년 7월 13일  | 고베시       | 일본       | GLION 아레나 고베              | 통산 20,000명 |
| 2025년 7월 19일  | 홍콩         | 홍콩       | 아시아 월드 아레나             | 통산 24,000명 |
| 2025년 7월 20일  | 홍콩         | 홍콩       | 아시아 월드 아레나             | 통산 24,000명 |
| 2025년 7월 23일  | 기옥         | 일본       | 사이타마 슈퍼 아레나           | 통산 54,000명 |
| 2025년 7월 24일  | 기옥         | 일본       | 사이타마 슈퍼 아레나           | 통산 54,000명 |
| 2025년 7월 30일  | 광도         | 일본       | 그린 아레나                    | 통산 20,000명 |
| 2025년 7월 31일  | 광도         | 일본       | 그린 아레나                    | 통산 20,000명 |
| 2025년 8월 16일  | 쿠알라룸푸르 | 말레이시아 | IDEA 라이브 KL                 | 7,000명       |
| 2025년 8월 23일  | 후쿠오카시   | 일본       | 마린 멧세 후쿠오카 A관         | 통산 20,000명 |
| 2025년 8월 24일  | 후쿠오카시   | 일본       | 마린 멧세 후쿠오카 A관         | 통산 20,000명 |
| 2025년 8월 30일  | 타이베이     | 대만       | NTSU 아레나                    | 8,000명       |
| 2025년 9월 13일  | 도쿄         | 일본       | 국립 요요기 경기장 제1체육관   | 통산 39,000명 |
| 2025년 9월 14일  | 도쿄         | 일본       | 국립 요요기 경기장 제1체육관   | 통산 39,000명 |
| 2025년 9월 15일  | 도쿄         | 일본       | 국립 요요기 경기장 제1체육관   | 통산 39,000명 |
| 2025년 9월 20일  | 방콕         | 태국       | 임팩트 아레나 무앙 통 타니     | 통산 30,000명 |
| 2025년 9월 21일  | 방콕         | 태국       | 임팩트 아레나 무앙 통 타니     | 통산 30,000명 |
| 북아메리카       |              |            |                                |               |
| 2025년 10월 30일 | 잉글우드     | 미국       | 로즈먼트 시어터                | 4,000명       |
| 2025년 11월 1일  | 뉴욕         | 미국       | 매디슨 스퀘어 가든             | 12,000명      |
| 2025년 11월 2일  | 워싱턴       | 미국       | 더 앤덤                        | 6,000명       |
| 2025년 11월 4일  | 덜루스       | 미국       | 가스 사우스 아레나             | 13,000명      |
| 2025년 11월 7일  | 시애틀       | 미국       | 와무 시어터                    | 5,000명       |
| 2025년 11월 9일  | 샌프란시스코 | 미국       | 빌 그레이엄 시빅 오디토리움    | 7,000명       |
| 2025년 11월 11일 | 로스엔젤레스 | 미국       | 픽콧 시어터                    | 5,000명       |
| 2025년 11월 14일 | 멕시코시티   | 멕시코     | 벨로드로모 올림피코            | 5,000명       |
| 아시아           |              |            |                                |               |
| 2026년 1월 10일  | 자카르타     | 인도네시아 | 인도네시아 컨벤션 전시장 5-6홀 | 18,000명      |
| 2026년 1월 17일  | 마닐라       | 필리핀     | 몰 오브 아시아 아레나          | 10,000명      |
| 2026년 1월 24일  | 싱가포르     | 싱가포르   | 싱가포르 인도어 스타디움       | 10,000명      |
| 2025년 2월 7일   | 마카오       | 마카오     | 갤럭시 아레나                  | 12,000명      |

## 세트 리스트
- Opening VCR -
- 잉걸 (Ember To Solar)
- Siren
- Odyssey
- Combo

- Ment -
- Memories
- Be My Next (KR)
- Lucky (KR)

- VCR #2 -
- Passage
- Midnight Mirage
- Hug (포옹)
- Love 119

- Ment -
- 9 Days
- Show Me Love
- Honestly
- Talk Saxy

- VCR #3 -
- Impossible

- Ment -
- Monster[9]
- Bag Bad Back

- VCR #4 -
- Get A Guitar
- Boom Boom Bass
- Fly Up

- Ment -
- Another Life

- Encore -
- 모든 하루의 끝 (The End Of The Day)

- Ment -
- One Kiss
- Inside My Love

- Opening VCR -
- 잉걸 (Ember To Solar)
- Siren
- Odyssey
- Combo

- Ment -
- Memories
- Be My Next
- Lucky

- VCR #2 -
- Passage
- Midnight Mirage
- Same Key
- Hug (포옹)
- Love 119

- Ment -
- 9 Days
- Show Me Love
- Honestly
- Talk Saxy

- VCR #3 -
- Impossible

- Ment -
- Monster
- Bag Bad Back

- VCR #4 -
- Get A Guitar
- Boom Boom Bass
- Fly Up

- Ment -
- Another Life

- Encore -
- 모든 하루의 끝 (The End Of The Day)

- Ment -
- One Kiss
- Inside My Love

## 제작
- RIIZE (쇼타로, 은석, 성찬, 원빈, 소희, 앤톤)
- 주최, 주관 : SM 엔터테인먼트, CJ ENM